# Leo Spitzer

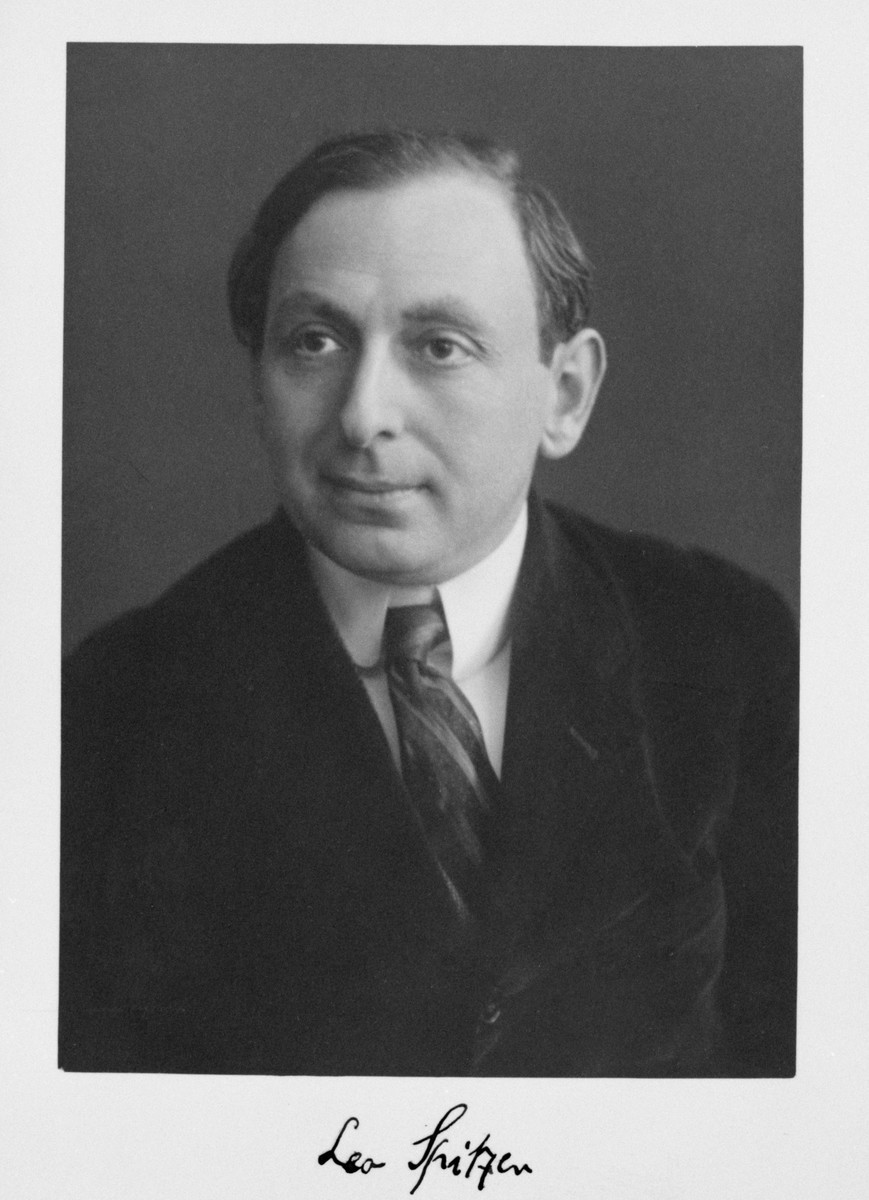
Leo Spitzer

Leo Spitzer, född 7 februari 1887 i Wien, död 16 september 1960 i Forte dei Marmi vid Viareggio i Italien, var en österrikisk språkvetare (romanska språk) och litteraturteoretiker, verksam i Österrike, Tyskland, Turkiet och USA. Han räknas som en föregångare inom stilistiken och stilkritiken.
Som student under Wilhelm Meyer-Lübke promoverades Leo Spitzer 1910 med avhandlingen Die Wortbildung als stilistisches Mittel exemplifiziert an Rabelais (Ordbildning som stilistiskt medel med exempel från Rabelais). Han undervisade privatister vid universitetet i Wien och arbetade under första världskriget vid den österrikiska censuren, där han ansvarade för de italienska krigsfångarnas brev, något som han utnyttjade för utförliga analyser av språkvändningar och stilarter. Dessa studier lade grunden till diskursanalysen. Han flyttade 1920 till Bonn och blev 1925 ordinarie professor för romanska språk, flyttade vidare till universitetet i Marburg och 1930 till universitetet i Köln. Där var han delaktig i grundandet av det portugisisk-brasilianska institutet (1932).
Vid nazisternas maktövertagande 1933 förbjöds han (på grund av sin judiska härkomst) att arbeta som professor och lämnade Tyskland för Turkiet. Vid universitetet i Istanbul fick han en professur i europeisk filologi och blev föreståndare för avdelningen för främmande språk. Han behärskade själv ett tiotal språk. Han flyttade 1936 till USA där han fick en professur i romanistik vid Johns Hopkins University i Baltimore. Han gick i pension 1956.
I motsats till sin av positivism präglade utbildning, anslöt han sig inom litteraturforskningen till idealismen enligt Benedetto Croce och Karl Vossler. Hans metod utgår från en uppmärksam, detaljorenterad läsning, som kombinerar litteraturvetenskap med språkanalys (lingvistik). Genom att jämföra formella och språkliga karakteristika hos författare från skilda tidevarv, lyckades han enhetligt och allmängiltigt skildra enskilda författares stil. Hans textanalys, som är mer intuitiv än empirisk och framhäver språkets kreativa aspekter, betecknade han själv som "förståelsens cirkel". Som hans huvudverk räknas Stilstudien (2 band, 1928).